# Střelba v Lewistonu 2023
Útok aktivního střelce v Lewistonu ve státě Maine se odehrál ve večerních hodinách 25. října 2023 místního času. Čtyřicetiletý útočník Robert Card při ní na dvou místech ve městě zastřelil dohromady 18 osob, dalších 13 zranil, z toho několik těžce. První střelba se odehrála v jednom z místních bowlingových center, další pak v restauraci na severu města. Pachatel policii unikal více než dva dny, nicméně v pozdních večerních hodinách místního času policie jeho tělo našla, příčinou úmrtí byla sebevražda.
Co do počtu obětí se jedná o desátý nejhorší útok aktivního střelce v americké historii, v roce 2023 pak jde o vůbec nejhorší takový útok. Zároveň se jedná o nejhorší útok aktivního střelce v historii státu Maine.

## Střelba a následné pátrání
Poté, co útočník zaútočil na místní bowlingové centrum, dorazil přibližně po dvanácti minutách do restaurace Schemengees Bar & Grille. Prvních 7 obětí zemřelo v bowlingovém centru, dalších osm v restauraci, tři oběti zemřely při převozu do nemocnice. Těžce pak byly zraněny 3 další osoby. Přestože střelba v restauraci byla nahlášena jen dvě minuty před příjezdem policie, pachatel stihl z místa činu uprchnout. Obyvatelé města Lewiston a přilehlých oblastí byli na situaci upozorněni. Několik následujících dní, dokud nebylo tělo pachatele nalezeno, pak byla většina institucí ve městě uzavřena.

## Pachatel
Robert Card (* 4. dubna 1983) žil ve vesnici Bowdoin několik kilometrů od města, město nicméně pravidelně navštěvoval. Card byl přes 20 let členem aktivních záloh, nebyl však nikdy nasazen v boji. V červenci 2023 byl krátce hospitalizován poté, co měl slyšet hlasy a vyhrožoval, že provede útok na místní vojenské základně.